# Oxyethira petei
Oxyethira petei är en nattsländeart som beskrevs av Angrisano 1995. Oxyethira petei ingår i släktet Oxyethira och familjen smånattsländor. Inga underarter finns listade i Catalogue of Life.